# William B. Rosson

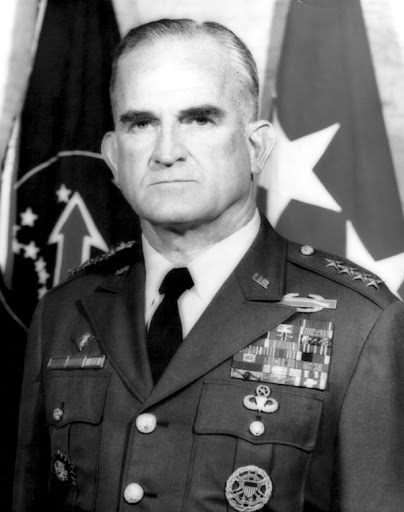
William B. Rosson

 William Bradford Rosson (* 25. August 1918 in Des Moines, Iowa; † 12. Dezember 2004 in Salem, Roanoke County, Virginia) war ein Viersterne-General der United States Army.
In seiner frühen Jugend zog William Rosson mit seiner Familie von Iowa nach Oregon. Über das ROTC-Programm der University of Oregon gelangte er im Jahr 1940 in das Offizierskorps des US-Heeres. Dort wurde er als Leutnant der Infanterie zugeteilt. In der Armee durchlief er anschließend alle Offiziersränge bis zum Viersterne-General.
Im Lauf seiner militärischen Karriere absolvierte Rosson verschiedene Kurse und Schulungen. Dazu gehörten unter anderem der Infantry Officer Basic Course, das Command and General Staff College, das United States Army War College sowie das National War College.
In seinen jüngeren Jahren absolvierte er den für Offiziere in den niederen Rangstufen üblichen Dienst in verschiedenen Einheiten und Standorten. Nach dem Eintritt der Vereinigten Staaten in den Zweiten Weltkrieg wurde Rosson zur 3. Infanteriedivision versetzt, die auf dem europäischen Kriegsschauplatz eingesetzt war. Dabei war er an den Feldzügen in Nordafrika, auf Sizilien, in Frankreich und dann am Einmarsch nach Deutschland beteiligt. In den Jahren 1945 und 1946 kommandierte er im besetzten Deutschland das 30. Infanterieregiment.
Nach seiner Rückkehr in die USA war er in den Jahren 1946 bis 1949 Dozent am Command and General Staff College und danach bis 1951 Stabsoffizier im Pentagon. Es folgte seine Versetzung zum Stab des damaligen Alliierten Hauptquartiers SHAPE in Rocquencourt in der Nähe von Paris, wo er bis 1953 verblieb. Nach dem bereits erwähnten Studium am Army War College wurde Rosson 1954 als Militärberater nach Indochina versetzt.
Im Jahr 1955 kehrte er nach Deutschland zurück, wo er bis Juni 1956 das 39. Infanterieregiment kommandierte. Die folgenden drei Jahre verbrachte er als Stabsoffizier beim Joint Chiefs of Staff in Washington, D.C. In den Jahren 1960 und 1961 war er Stabsoffizier in der Abteilung G3 (Operationen) bei dem in Heidelberg ansässigen Hauptquartier von USAREUR und danach bis 1962 stellvertretender Kommandeur der 8. Infanteriedivision in Bad Kreuznach. Gleichzeitig kommandierte er eine der Division unterstellte Luftlandebrigade. Nach weiteren Verwendungen als Stabsoffizier wurde er Stabschef beim Hauptquartier der amerikanischen Truppen im Vietnamkrieg (1965–1967). Es folgte für einige Monate im Jahr 1967 das Kommando über die Task Force Oregon.
Danach wurde er erneut nach Vietnam versetzt, wo er von Juli 1967 bis Februar 1968 die auf Korpsebene angesiedelte Einheit I Field Force, der vier Divisionen unterstanden, kommandierte. Zudem hatte er bis Juli 1968 kommissarisch das Kommando über das XXIV. Korps. Im Jahr 1969 war er im Pentagon beim Joint Chief of Staffs Leiter des Direktorats für Strategien und Planungen. Vom 1. Mai 1969 bis zum 15. Oktober 1970 war er stellvertretender Kommandeur der amerikanischen Truppen in Vietnam (Deputy Commander, U.S. Military Assistance Command, Vietnam).
Am 16. Oktober 1970 übernahm der inzwischen zum Viersterne-General befördert Offizier das Kommando über die auf Hawaii stationierte damalige United States Army Pacific, die eine anders gegliederte Vorläuferorganisation der heutigen Einheit gleichen Namens war. In dieser Funktion löste Rosson Ralph E. Haines Jr. ab. Er behielt sein Kommando bis Januar 1973. Nachdem er sein Kommando an Donald V. Bennett übergeben hatte, wurde er nach Panama versetzt, wo er bis Juli 1975 als Nachfolger von George V. Underwood das United States Southern Command befehligte. Anschließend ging er in den Ruhestand.
Nach seiner Militärzeit erhielt Rosson einen akademischen Grad von der Oxford University in England. Er lebte zunächst in Florida und zog 1984 nach Roanoke in Virginia. Er hielt Vorträge zu Themen der nationalen Sicherheit und internationalen Beziehungen. Außerdem nahm er an vielen Diskussionen zu diesen Themen teil und verfasste Beiträge für verschiedene Magazine. William Rosson starb am 12. Dezember 2004 in Salem in Virginia und wurde mit militärischen Ehren auf dem amerikanischen Nationalfriedhof Arlington beigesetzt.

## Orden und Auszeichnungen
William Rosson erhielt im Lauf seiner militärischen Laufbahn unter anderem folgende Auszeichnungen:
- Distinguished Service Cross
- Army Distinguished Service Medal
- Legion of Merit
- Bronze Star Medal
- Air Medal
- Purple Heart
- American Defense Service Medal
- American Campaign Medal
- European-African-Middle Eastern Campaign Medal
- World War II Victory Medal
- Army of Occupation Medal
- National Defense Service Medal
- Armed Forces Expeditionary Medal
- Vietnam Service Medal
- Republic of Vietnam Campaign Medal
- Army Presidential Unit Citation
- Meritorious Unit Commendation,
- Orden der Ehrenlegion (Frankreich)
- Vietnamese Distinguished Service Order (Vietnam)
- Vietnam Presidential Unit Citation (Vietnam)
- Vietnam Gallantry Cross (Vietnam)